# Mesoleius dubius
Mesoleius dubius là một loài tò vò trong họ Ichneumonidae.